# Al-Bayyina
Al-Bayyina (arabisch البينة, DMG al-Bayyina ‚Der klare Beweis‘) ist die 98. Sure des Korans, sie enthält 8 Verse. Ihr Titel bezieht sich auf das letzte Wort des ersten Verses.
Die Sure zeugt vom Zerwürfnis zwischen Mohammed einerseits und den Leuten der Schrift, d. h. den Juden und Christen, sowie den Polytheisten andererseits. Sie wirft ihnen Unglauben vor und droht ihnen mit dem Feuer der Hölle als Strafe Gottes. Denen aber, die glauben und gute Werke tun, werden die Gärten von Eden versprochen. In Vers 5 wird die Bedeutung des Gebets an Allah als einzigen Gott und die Gabe von Almosensteuer als religiöse Pflicht hervorgehoben.
Die Sure ist wohl nach der Vertreibung des jüdischen Stammes der Banu Qainuqa aus Medina im Jahre 624 entstanden. So geht die Mehrheit der muslimischen Kommentatoren davon aus, dass die Sure in Medina offenbart wurde, obwohl auch einige die Meinung vertreten, sie sei mekkanisch.